# Skotobaena monodi
Skotobaena monodi är en kräftdjursart som beskrevs av Franco Ferrara och Lanza 1978. Skotobaena monodi ingår i släktet Skotobaena och familjen Cirolanidae. Inga underarter finns listade i Catalogue of Life.